# منتخب أوروغواي لاتحاد الرغبي
منتخب أوروغواي الوطني لاتحاد الرغبي (بالإسبانية: Selección de rugby de Uruguay)‏ هو ممثل الأوروغواي الرسمي في المنافسات الدولية في اتحاد الرغبي . تأسس في 9 سبتمبر 1951.

## وصلات خارجية
- الموقع الرسمي